# 레이드 2
《레이드 2》(인도네시아어: The Raid 2: Berandal)은 2014년 공개된 인도네시아의 액션 영화이다. 《레이드: 첫번째 습격》의 속편이다.

## 출연

### 주연
- 이코 우웨이스
- 야얀 루히안
- 줄리 에스텔
- 베리 트리 율리스만
- 아리핀 푸트라

### 조연
- 알렉스 압바드
- 도니 알람시야
- 오카 안타라
- 마츠다 류헤이
- 마샤 티모시
- 키타무라 카즈키
- 매디아스 무추스
- 엔도 켄이치
- 티오 파쿠소데우
- 콕 심바라

## 기타
- -무술감독: 야얀 루히안